# Owodog
Owodog es un cantante Mandopop, compositor, actor y director de cortometrajes taiwanés, actual integrante de la banda Lollipop F. Ha contribuido en las escrituras y composiciones para los álbumes de su grupo.

## Biografía
Owodog nació el 30 de octubre de 1982 en Taiwán, y tiene una hermana mayor. Originario de Taichung, Owodog se trasladó a Taipéi para matricularse en la Universidad de Takmingm en la facultad de Ciencia y Tecnología, donde allí conoció a Liljay. Un integrante de Lollipop F. Desde que se formó Lollipop, se han transferido al Hsing Wu College. 
En 2006, se Owodog fue uno de los intérpretes de su banda para ser seleccionado en el "Bang Bang Tang", luego de hacer una audición para un show en Taipéi junto a Liljay,. En el show que ofrecieron, debutaron oficialmente el 17 de agosto de 2006 y fueron seleccionados para ofrecer una actuación encabezada por el mismo Owodog, como líder responsable del show. Para los tres concursos de eliminación, antes de la selección, Owodog obtuvo el primer lugar. Para una de estas actuaciones, colaboró con Liljay.

## Formación de Lollipop
El 27 de noviembre de 2006, seis miembros del grupo fueron seleccionados y salieron al aire en vivo por una cadena de televisión. Los integrantes se presentaron como Liljay, Prince, Owodog, Fabien, William y A-Wei. Todos firmaron un contrato con Canal V y Dora. El grupo, llamado Lollipop, firmó oficialmente un contrato con EMI Capitol el 2 de diciembre de 2006. Owodog, siendo el líder en el BBT, fue nombrado el líder del grupo. El 9 de diciembre de 2006, Lollipop hizo su primera actuación pública como un grupo ofreciendo un Concierto de Música denominada "V-Power Storm".
Lollipop lanzó su primer EP el 26 de enero de 2007, con seis portadas diferentes, cada uno con un miembro del grupo. Cuatro meses después, el 25 de mayo, su segundo EP titulado "Summer", fue lanzado con fotografías tomadas en Okinawa, Japón, así como un DVD. 

## Discografía

### Álbumes
| Álbum | Nombre | fecha de lanzamiento    | Etiqueta     |
| ----- | --- | ----------------------- | ------------ |
| 1st   | - Gyashan - en chino, 哪裡怕 - pinyin, Nǎli Pà | 28 de diciembre de 2007 | EMI Music    |
|       | - Gyashan – Limited Edition - en chino, 哪裡怕 – 限量炫光珍藏版 - pinyin, Nǎli Pà – Xiàn Liàng Xuàn Guāng Zhēn Cáng Bǎn                                   | 1 de febrero de 2008    | EMI Music    |
| 2nd   | - I am Legend - en chino, 我是傳奇 - pinyin, Wŏ Shì Chuán Qí                                                                                              | 19 de junio de 2009     | Gold Typhoon |
|       | - Lollipop's I am Legend + Choc7's Sonic Youth - en chino, 卒業紀念限定盤 (合體雙拼改版) - pinyin, Cù Yè Jì Niàn Xiàn Dìng Pán (Gĕ Tĭ Shuāng Pīn Găi Băn) | 14 de agosto de 2009    | Gold Typhoon |

### EPs
| Álbum | Nombre | Fecha de lanzamiento | Etiqueta     |
| ----- | --- | -------------------- | ------------ |
| 1st   | - Colorful Lollipop - en chino, 七彩棒棒堂 - pinyin, Qī Cǎi Bàng Bàng Táng | 26 de enero de 2007  | EMI Music    |
|       | - Colorful Lollipop – Special Edition - en chino, 七彩棒棒堂 – 無敵慶功版 - pinyin, Qī Cǎi Bàng Bàng Táng – Wú Dí Qìng Gōng Bǎn                                                         | 9 de marzo de 2007   | EMI Music    |
| 2nd   | - Summer's First Experience - en chino, 夏日初體驗 - pinyin, Xià Rì Chū Tǐ Yàn | 25 de mayo de 2007   | EMI Music    |
| 3rd   | - I am Legend 2009 ASIA TOUR Special Issue - en chino, 我是傳奇2009亞洲巡迴演唱會-寫真限定單曲 - pinyin, Wǒ Shì Chuán Qí 2009 Yà Zhōu Xún Hui Yǎn Chàng Huì – Xiě Zhēn Xiàn Dìng Dān Qǔ | 6 de febrero de 2010 | Gold Typhoon |

### Bandas sonoras originales
| Álbum | Nombre | Fecha de lanzamiento | Label        |
| ----- | --- | -------------------- | ------------ |
| 1st   | - Brown Sugar Macchiato – OST - en chino, 黑糖瑪奇朵 – 原聲帶 - pinyin, Hēi Táng Mǎ Qí Duǒ – Yuán Shēng Dài                                                                                                   | 31 de agosto de 2007 | EMI Music    |
| 2nd   | - The Legend of Brown Sugar Chivalries (Limited Edition) – OST - en chino, 黑糖群俠傳 (群俠包袱限量版) – 電視原聲帶 - pinyin, Hēi Táng Qún Xiá Chuán (Qún Xiá Bāofu Xiàn Liàng Bǎn) – Diàn Shì Yuán Shēng Dài | 3 de octubre de 2008 | Gold Typhoon |
|       | - The Legend of Brown Sugar Chivalries – OST - en chino, 黑糖群俠傳 (型男奇俠版) – 電視原聲帶 - pinyin, Hēi Táng Qún Xiá Chuán (Xíng Nán Qí Xiá Bǎn) – Diàn Shì Yuán Shēng Dài                                | 9 de octubre de 2008 | Gold Typhoon |

### DVD conciertos
| Álbum | Nombre | Fecha de lanzamiento | Etiqueta  |
| ----- | --- | -------------------- | --------- |
| 1st   | - The Dream Embarks – Sparkling Taipei Arena Concert - en chino, 夢想出發 – 閃耀小巨蛋演唱會 - pinyin, Mèng Xiǎng Chū Fā – Shǎn Yào Xiǎo Jù Dàn Yǎn Chàng Huì | 6 de junio de 2008   | EMI Music |

### Contribuciones
| Fecha de lanzamiento | Álbum       | Título de la canción                      | Puesto   |
| -------------------- | ----------- | ----------------------------------------- | -------- |
| 2009-05-29           | Sonic Youth | - 《太青春》                              | Choc7    |
| 2009-06-19           | I am Legend | - 綜藝咖 - 我是傳奇 I am Legend - One Way | Lollipop |

## Filmografía

### Programas de variedades
| Fecha                   | Canal            | Nombre                           |
| ----------------------- | ---------------- | -------------------------------- |
| 18 de agosto de 2006    | Channel V Taiwan | 模范棒棒堂 Bang Bang Tang        |
| 27 de octubre de 2007   | Channel V Taiwan | LOLLIPOP哪裡怕                   |
| 7 de septiembre de 2008 | Channel V Taiwan | 哪裡5打坑                        |
| 2021                    |                  | Call Me By Fire (披荆斩棘的哥哥) |

### Dramas
| Años | Nombre en inglés                     | Nombre en chino  | Personaje             |
| ---- | ------------------------------------ | ---------------- | --------------------- |
| 2006 | White Robe of Love                   | 白袍之戀         | Extended cast         |
| 2006 | The Magicians of Love                | 愛情魔法師       | Cameo                 |
| 2007 | Brown Sugar Macchiato                | 黑糖瑪奇朵       | 敖犬 Owodog           |
| 2008 | The Legend of Brown Sugar Chivalries | 黑糖群俠傳       | 洪十八 Eighteen Hung  |
| 2010 | Untold Stories of 1949               | 大江大海一九四九 | Young Chiang Kai-shek |
| 2010 | Gloomy Salad Days                    | 死神少女         | A Jie (阿介)          |

### Películas
| Años | Nombre en inglés                     | nombre en chino          | Personaje        |
| ---- | ------------------------------------ | ------------------------ | ---------------- |
| 2008 | Truth or Dare: 6th Floor Rear Flat 2 | 六樓后座2                | Guest star       |
| 2009 | Martial Spirit                       | 武動青春                 | 高大偉 David Kao |
| 2011 | Summer Love                          | 戀夏戀夏戀戀下           |                  |
| 2011 | You Are the Apple of My Eye          | 那些年，我們一起追的女孩 | Tsao Kuo-sheng   |

### Cortometrajes
| Años | Nombre | Personaje               |
| ---- | ------ | ----------------------- |
| 2009 | 狼牙棒 | Actor, producer, editor |

## Conciertos
This list does not include year-end galas or autograph/performance sessions.

### Lollipop's en conciertos
| Fecha                   | Nombre en inglés                            | Nombre en chino                          | Notas                     |
| ----------------------- | ------------------------------------------- | ---------------------------------------- | ------------------------- |
| 26 de enero de 2008     | Lollipop Taipei Arena Concert               | 哪裡怕 台北小巨蛋演唱會                  | - Debut concert           |
| July 4–5, 2009          | Lollipop "I am Legend" Asia Tour: Hong Kong | 棒棒堂《我是傳奇》亞洲巡迴演唱會- 香港站 | - First stop of Asia Tour |
| 12 de diciembre de 2009 | Lollipop "I am Legend" Asia Tour: Guangzhou | 棒棒堂《我是傳奇》亞洲巡迴演唱會- 廣州站 |                           |

### Presentaciomnes
| Fecha                  | Nombre en inglés                       | Nombre en chino                         | Notas                                                              |
| ---------------------- | -------------------------------------- | --------------------------------------- | ------------------------------------------------------------------ |
| 21 de abril de 2007    | Stefanie Sun celebratory concert       | 孫燕姿慶功演唱會                        | - Guest                                                            |
| 23 de febrero de 2008  | Show Luo Show on Stage Concert         | 羅志祥一支獨秀演唱會                    | - Guest for first HK show - First concert performance in Hong Kong |
| 1 de noviembre de 2008 | "We are Friends" Fan Fan Concert       | 我們是朋友 范瑋琪 2008巡迴演唱會        | - Guest for Taipei show                                            |
| 19 de agosto de 2009   | Fan Fan F.One "We are Friends" Concert | 范瑋琪F.one我們是朋友香港北京巡迴演唱會 | - Guest for Hong Kong show                                         |

### Otros conciertos
This table consists of concerts where Lollipop is one of many artists who performed.
| Fecha                   | Nombre en inglés                         | Nombre en chino                   | Notas                                                                  |
| ----------------------- | ---------------------------------------- | --------------------------------- | ---------------------------------------------------------------------- |
| 9 de diciembre de 2006  | V-Power Music Storm Concert              | V-Power 音樂風暴演唱會            | - First public performance as Lollipop - Hosted by Channel V and leTea |
| 9 de junio de 2007      | Kaoshiung LeParty                        | 高雄樂派對                        | - Hosted by Channel V and leTea                                        |
| 27 de octubre de 2007   | MTV Concert                              | MTV樂翻天演唱會                   | - Hosted by MTV and leTea                                              |
| 1 de marzo de 2008      | 2008 HITO Music Awards Concert           | 2008 HITO流行音樂獎暨萬人演唱會   | - Hosted by Hit FM                                                     |
| 1 de junio de 2008      | Artistes 512 Fundraising Campaign        | 演藝界512關愛行動                 | - Fundraising campaign in Hong Kong for the Sichuan Earthquake         |
| 4 de julio de 2008      | Maokong Gondola Concert                  | 貓纜演唱會                        | - Hosted by TRTC                                                       |
| 29 de noviembre de 2008 | V-Power Love Music Concert               | V-Power 愛音樂演唱會              | - Hosted by Channel V and McDonald's                                   |
| 31 de enero de 2009     | Kaoshiung Lantern Festival Opening Night | 犇牛迎世運‧高雄愛幸福「開幕之夜」 | - Hosted by Kaoshiung city government                                  |
| 6 de octubre de 2009    | 11th Chinese/Korean Music Festival       | 第十一屆中韓歌會                  | - Performance in Qingdao                                               |

## Anuncios comerciales
| Fecha | Nombre en inglés                                      | Nombre en chino                 |
| ----- | ----------------------------------------------------- | ------------------------------- |
| 2006  | 566 Shampoo                                           | 566 洗髮精                      |
| 2006  | KFC                                                   | 肯德基                          |
| 2006  | Edwin Denim                                           | Edwin 牛仔褲                    |
| 2006  | NIKE shoes                                            | NIKE 耐吉是專屬球鞋代言         |
| 2007  | leTea Melon soda drink                                | leTea melon哈蜜瓜微發泡蘇打汽水 |
| 2007  | Formosa Eyewear                                       | 寶島眼鏡                        |
| 2007  | MSN Live Earth                                        | MSN愛護地球環保大使             |
| 2007  | Harry Potter and the Deathly Hallows Mandarin version | 哈利波特第7集中文版             |
| 2008  | Levi's Denim                                          | Levis 牛仔褲                    |
| 2008  | Taiwan Dairy Association                              | 中華民國乳業協會                |
| 2008  | Hong Kong '唯舞獨尊Online' Game                       | 《唯舞獨尊Online》香港版        |
| 2008  | China Youth Innovation Competition                    | 創業戰鬥格大賽                  |
| 2008  | Adidas – Euro 2008                                    | 歐錦賽"拍就隊EURO BUS"          |
| 2008  | Formosa Eyewear                                       | 寶島眼鏡                        |
| 2008  | Noordhoff Craniofacial Foundation                     | 羅慧夫顱顏基金會                |
| 2008  | OLD & NEW (Clothing)                                  | 鎏恆色                          |
| 2009  | Noordhoff Craniofacial Foundation                     | 羅慧夫顱顏基金會                |

## Premios
Awards received as part of Lollipop.
| Fecha | Nombre en inglés                                                                     | Nombre en chino                                                                             |
| ----- | ------------------------------------------------------------------------------------ | ------------------------------------------------------------------------------------------- |
| 2007  | SINA MUSIC Most Popular Awards – My Favourite New Group (Silver)                     | SINA MUSIC樂壇民意指數頒獎禮 – 我最喜愛新組合(銀獎)                                         |
| 2007  | Canada HIT Chinese Billboard – Nation's Recommended New Group                        | 加拿大至HiT中文歌曲排行榜 – 全國推崇新組合                                                  |
| 2008  | Hito Radio Music Awards – HITO Male Group of the Year                                | Hito流行音樂獎 – HITO男團體                                                                 |
| 2008  | TVB8 Awards – Best Group                                                             | TVB8金曲榜 – 最佳組合獎                                                                     |
| 2009  | - Metro Radio Awards – Best Group - Metro Radio Awards – Nation's Most Popular Group | - 新城國語力頒獎禮2009 – 新城國語力組合 - 新城國語力頒獎禮2009 – 新城國語力全國最受歡迎組合 |